# Newsday
Newsday (рус. «Ньюсдей», с англ. — «Ежедневные новости») — американская ежедневная газета, распространяемая преимущественно в нью-йоркских округах Нассо и Саффолк, а также в Куинсе, хотя в продаже она имеется по всему Нью-Йорку. Издание основано в 1940 году. По состоянию на январь 2014 года суммарный средний тираж газеты составлял 437 000 в будние дни, 434 000 по субботам и 495 000 по воскресеньям. Главное управление газеты находится в Мелвилле в округе Саффолк. Авторы газеты заслужили 19 Пулицеровских премий.
Newsday получила 10 миллионов долларов федеральных займов в июле 2020 года для выплаты заработной платы 500 работникам в рамках программы защиты зарплат во время пандемии COVID-19.